# Бжег (станция)
Бжег (пол. Brzeg) — пассажирская и грузовая железнодорожная станция в городе Бжег, в Опольском воеводстве Польши. Имеет две платформы и четыре пути.
Станция положенная на международной железнодорожной линии Киев — Краков — Ополе — Бжег — Вроцлав — Дрезден, была построена в 1842 году, когда город Бжег (нем. Brieg) был в составе Королевства Пруссия.